# Schatz von Silverdale
Der Schatz von Silverdale ist ein Hortfund aus dem frühen Mittelalter. Er wurde 2011 auf einem nicht näher benannten Feld am Rande des Ortes Silverdale in Lancashire, England, in 40 cm Tiefe von dem Sondengänger Darren Webster entdeckt. Der Schatz ist der viertgrößte Wikingerschatz, der in England gefunden wurde. Sein Wert in damaliger Zeit entspricht einer größeren Herde Rinder oder Schafe.
Der Schatz umfasst 201 Fundstücke aus Silber, die insgesamt rund ein Kilogramm wiegen und um das Jahr 900 n. Chr. vergraben wurden. Als ursprünglicher Besitzer werden Wikinger vermutet, die zu jener Zeit gegen die Angelsachsen um die Herrschaft in Nordengland kämpften. Der Fund eines Wikingerschatzes in England ist extrem selten und von nationaler Bedeutung.
Der Schatz besteht aus zehn Armreifen, zwei Ringen, Bruchstücken von sechs getriebenen Fibeln, einem geflochtenen Band und 141 Stücken Hacksilber. Hinzu kommen eine Anzahl verschiedener Münzen, unter denen besonders die Münzen bedeutend sind, die für Alwaldus, einen Neffen König Alfred des Großen, der zu den Wikingern übergelaufen war, geprägt worden waren, und eine Münze für einen bisher unbekannten König. Der auf der Münze verzeichnete Name Airdeconut wird als die angelsächsische Übertragung des Wikingernamens Harthacnut gedeutet. Die Münze gilt als Beleg dafür, wie schnell die Wikinger sich in Nordengland festsetzten.
Der Fund wurde durch einen Coroner entsprechend dem Treasure Act 1996 offiziell zu einem „Schatz“ (englisch treasure) erklärt. Damit darf der Finder seinen Fund nicht behalten, sondern er muss einem Museum zum Kauf angeboten werden. Der Wert des Fundes wurde vom Treasure Valuation Committee auf 110.000 £ festgesetzt. Das Museum von Lancaster bemühte sich, einen entsprechenden Betrag bereitzustellen, damit der Schatz in Lancaster ausgestellt werden kann. Es gelang jedoch dem Lancashire County Council, die benötigte Summe von verschiedenen Stiftungen zu sichern und den Fund zu erwerben. Nun wird der Schatz, nachdem er von Oktober 2013 – Februar 2014 im Museum von Lancaster zu sehen war, dauerhaft im Museum of Lancashire in Preston ausgestellt.